# Vineland, New Jersey
Vineland är en stad (city) i Cumberland County i New Jersey. Vid 2010 års folkräkning hade Vineland 60 724 invånare.

## Kända personer från Vineland
- Mike Trout, basebollspelare